# Ellerburger Wiesen
Das Naturschutzgebiet Ellerburger Wiesen liegt in der Stadt Preußisch Oldendorf und zu einem geringen Teil in der Stadt Espelkamp im ostwestfälischen Kreis Minden-Lübbecke. Es ist rund 88 ha groß und wird unter der Bezeichnung MI-007 geführt. 
Es liegt fast vollständig im Norden des Stadtteils Hedem von Preußisch Oldendorf, südwestlich des Ortsteiles Fiestel der Stadt Espelkamp zwischen der Landesstraße 766 und dem Mittellandkanal und wird von der Großen Aue durchzogen.
Die Ellerburg grenzt unmittelbar an den nordwestlichen Teil des Naturschutzgebietes. Das Gebiet besteht weitgehend aus ehemaligen landwirtschaftlichen Flächen des Gutes, die heute einen Biotopkomplex aus u. a. feuchten bis nassen Grünlandflächen, Auwäldern, Feldgehölzen und kleinen Still- und Fließgewässern bilden. Den überwiegenden Teil machen Feuchtwiesen aus, die durch Beweidung und Mahd extensiv bewirtschaftet werden, um einer Sukzession entgegenzuwirken.

## Bedeutung
Die Unterschutzstellung erfolgt wegen der Seltenheit und besonderen Eigenart der Fläche und zur Erhaltung und Wiederherstellung 
von Lebensgemeinschaften als Refugium für bedrohte und gefährdete wildlebende Tier- und Pflanzenarten.